# Факультет післядипломної освіти (ЛДМУ)
Факультет післядипломної освіти — підрозділ Луганського державного медичного університету, орієнтований на навчальну, наукову та лікувальну роботу. Факультет був відкритий у травні 1979 року. Спочатку було організовано 5 кафедр, потім розширено до 8. Станом на 2013 рік існує 7 кафедр:
- Кафедра акушерства, гінекології та перинатології ФПО:
  - На кафедрі працюють доктори медичних наук: Чуб Віктор Васильович, Кремінський Ярослав Миколайович, Луб'яна Стелла Станіславівна.
  - Кандидати медичних наук: Сергієнко Сергій Миколайович, Макогонова Вікторія Владиславівна, Крохмаль Ірина Петрівна, Терехова Наталія Вікторівна, Удовіка Наталія Олексіївна, Шелигін Олександр Сергійович, Шелигін Михайло Сергійович

- Кафедра анестезіології, реаніматології та невідкладних станів ФПО
- Кафедра внутрішньої медицини ФПО
- Кафедра нервових хвороб з нейрохірургією
- Кафедра педіатрії ФПО
- Кафедра соціальної медицини, економіки охорони здоров'я ФПО
- Кафедра стоматології ФПО